# Sofia Huerta
Pour les articles homonymes, voir Huerta (homonymie).
Sofia Huerta, née le 14 décembre 1992 à Boise dans l'Idaho, est une joueuse internationale américaine de soccer évoluant au poste de milieu de terrain à l'OL Reign.
Ayant représenté le Mexique à l'échelle internationale, Huerta change d'équipe nationale en 2017 en faisant ses débuts avec les États-Unis. Après avoir affronté son ancienne équipe nationale le 8 avril 2018, elle est devenue la première joueuse à avoir joué à la fois pour et contre l'équipe nationale américaine et l'équipe nationale mexicaine.

## Biographie

### Jeunesse
Fille de Mauricio Huerta, ingénieur électricien, et de Jody Jensen Huerta, Sofia Huerta fréquente le Centennial High School de Boise, sa ville natale. Elle joue au soccer, au basket-ball et fait de l'athlétisme. Elle est nommée Joueuse de l'année de l'Idaho Gatorade à deux reprises en soccer, jouant au FC NOVA, nommée dans la première équipe de basketball de l'Idaho en 2011, et établit des records du lycée sur 100 et 300 mètres haies cette même année. Elle est également nommée dans plusieurs équipes All-Academic de 2007 à 2011.
Huerta intègre l'Université de Santa Clara et les Broncos en tant qu'attaquante. Régulièrement distinguée dans la All-West Coast Conference, elle marque 47 buts en 81 matchs durant ses quatre années universitaires avant de finir co-joueuse de l'année de la West Coast Conference.

### Carrière en club
Huerta est sélectionnée en onzième position par les Red Stars de Chicago lors de la College Draft NWSL en janvier 2015. Le 9 mai 2015, elle marque ses deux premiers buts professionnels lors de la victoire 3-0 contre les Breakers de Boston qui place les Red Stars au sommet de la classement de la NWSL.
En octobre 2016, elle est prêtée au club australien de la W-League Adélaïde United avec ses coéquipières des Red Stars Katie Naughton et Danielle Colaprico. Jouant au milieu de terrain, elle marque 8 buts et délivre 5 passes décisives dans une saison de 12 matchs. Elle reçoit le titre de joueuse de l'année d'Adélaïde United lors de la cérémonie de remise annuelle des prix du club.
En juin 2018, Huerta est acquise par le Dash de Houston dans le cadre d'un échange à trois équipes qui comprenait également les Royals de l'Utah. Elle avait demandé l'échange dans l'espoir d'obtenir plus de temps de jeu en tant qu'arrière, position où l'entraîneur de l'USWNT, Jill Ellis, l'a fait jouer. Elle marque dès ses débuts avec le Dash, le 22 juin, dans une défaite 3-1 contre Portland. Avec le Dash, elle joue principalement comme milieu de terrain, même si elle voulait jouer au poste d'arrière. Elle apparaît dans 12 matchs et marque 5 buts en 2018.
En septembre 2018, elle est prêtée au Sydney FC en W-League pour la saison 2018-19. En signant à Sydney, le club accepte de la faire jouer au poste d'arrière, espérant être rappelée en sélection. Elle joue l'intégralité des matchs de la saison 2018-19 avec Sydney. Elle marque un but dans la demi-finale contre Brisbane, que Sydney remporte 2-1. Elle marque à nouveau en finale, aidant Sydney à vaincre Perth 4–2, remportant le championnat W-League 2018-19.
En février 2020, elle est acquise par l'OL Reign.

### Carrière internationale

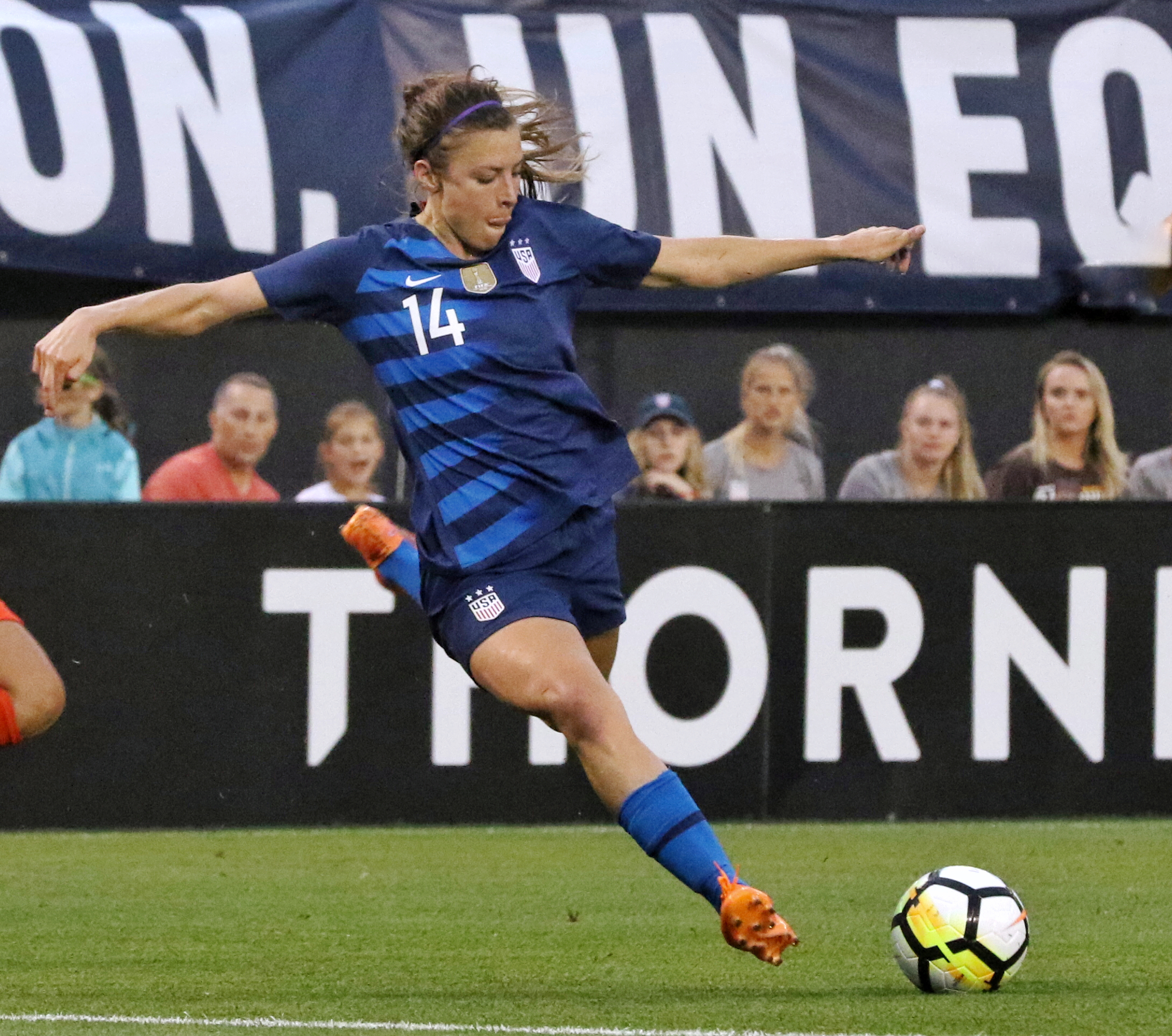
Sofia Huerta en 2018.

Sofia Huerta joue la Coupe du monde féminin des moins de 20 ans 2012 au Japon avec la sélection mexicaine. Jouant avec un coude cassé, elle marque trois des sept buts du Mexique dans ses deux victoires et deux défaites. En décembre 2012, elle joue pour l'équipe nationale du Mexique au Tournoi international de São Paulo (en), marquant deux buts. Elle entre en jeu en seconde période lors du match contre les États-Unis le 4 septembre 2013. En décembre 2014, elle annonce sa décision de ne pas continuer à jouer avec l'équipe nationale mexicaine, mais qu'elle tenterait de devenir membre de l'équipe nationale américaine.
La Fédération des États-Unis de soccer annonce en juillet 2017 qu'elle soumet une demande à la FIFA afin d'affilier Huerta à l'équipe nationale des États-Unis. Le changement est approuvé le 14 septembre 2017.
Elle obtient sa première sélection pour les États-Unis deux jours plus tard contre la Nouvelle-Zélande. Elle délivre sa première passe décisive pour les États-Unis pour Alex Morgan à la 79e minute dU match. Elle devient ainsi la première joueuse à jouer à la fois pour l'équipe nationale des États-Unis et contre l'équipe nationale des États-Unis (en tant que membre de l'équipe nationale du Mexique).
Elle figurait sur la liste provisoire du championnat féminin de la CONCACAF 2018, mais n'est nommée dans la liste finale de 20 joueuses. Elle n'est plus appelée par la sélection américaine depuis juin 2018 après avoir été appelée à tous les camps au cours de la dernière année, ainsi elle a recherché des opportunités de club pour jouer arrière dans l'espoir de revenir sur la liste.
En 2023, elle fait partie des 23 joueuses sélectionnées par Vlatko Andonovski pour participer à la coupe du monde.

## Palmarès

### En sélection
États-Unis
- Vainqueur de la SheBelieves Cup 2018

### En club
Sydney FC
- Championne de W-League en 2018-2019